# Cigne de coll negre
El cigne de coll negre(Cygnus melancoryphus) és un ocell de la família dels anàtids, de plomatge blanc amb el cap i el coll negres, propi de l'Amèrica del Sud. Són aquàtics, excel·lents nedadors i voladors, molt elegants quan neden, però de caminar feixuc, amb el coll llarg i flexible.
La seva alimentació és herbívora. Solen fer de 4 a 8 ous que tarden a incubar de 34 a 37 dies. El seu pes oscil·la entre els 3,5 i els 6,7 kg.
Entre les peculiaritats d'aquest cigne es pot destacar el seu comportament reproductor, en colònies i que no té una època determinada, sinó que pot criar en qualsevol moment que les condicions ambientals li siguin favorables.

## Taxonomia
De vegades ha estat ubicat al monotípic gènere Sthenelides Stejneger 1884.